# Dalbergia horrida
Dalbergia horrida är en ärtväxtart som först beskrevs av August Wilhelm Dennstedt, och fick sitt nu gällande namn av David John Mabberley. Dalbergia horrida ingår i släktet Dalbergia, och familjen ärtväxter.

## Underarter
Arten delas in i följande underarter:
- D. h. concanensis
- D. h. glabrescens
- D. h. horrida

## Bildgalleri

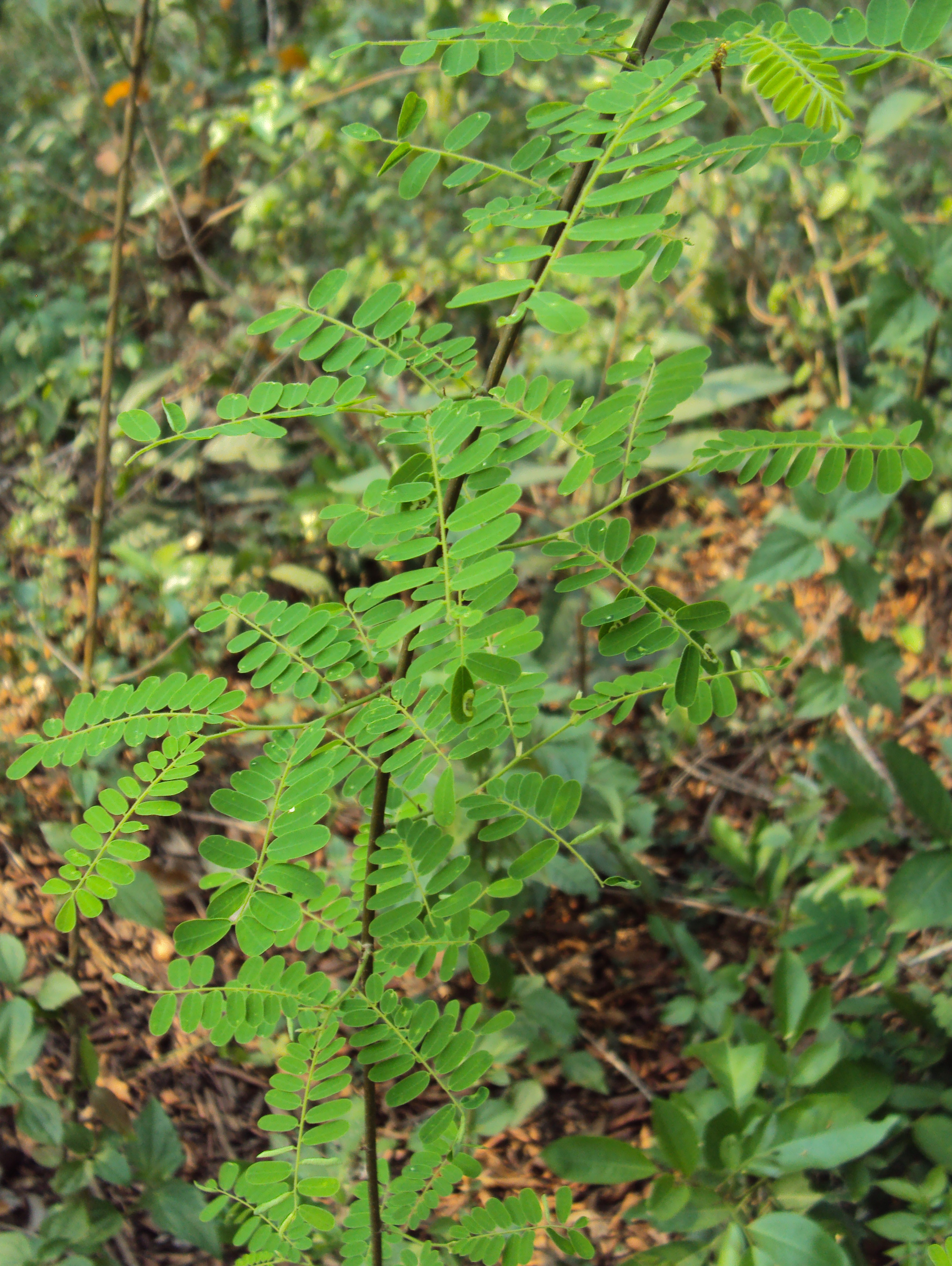
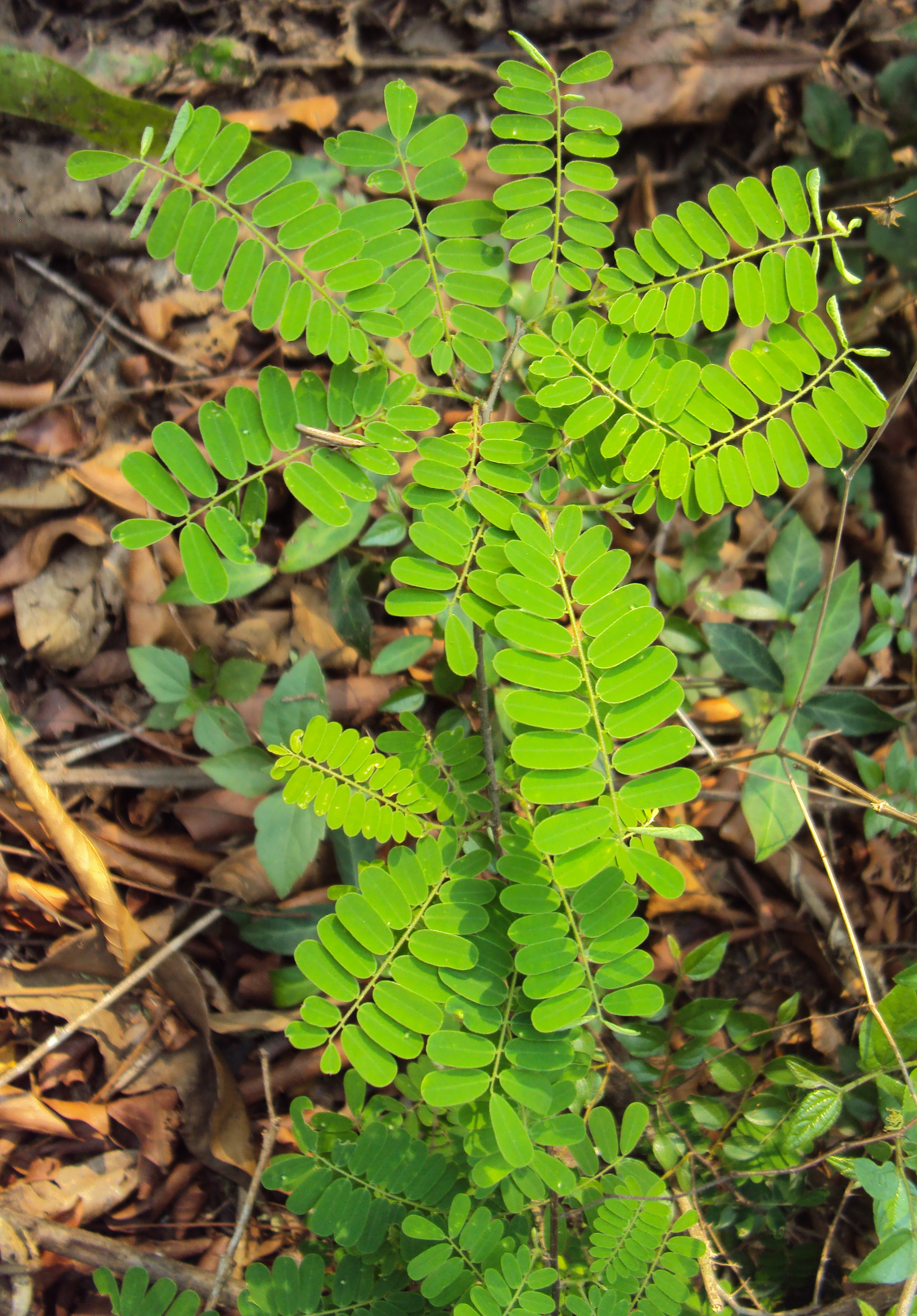